# Anolis dominicensis
Anolis dominicensis — вид ігуаноподібних ящірок родини анолісових (Dactyloidae). Ендемік острова Гаїті.

## Поширення і екологія
'Anolis dominicensis мешкають в Гаїті і Домініканській Республіці. Вони живуть в тропічних лісах.